# Corona (italiensk band)
 For alternative betydninger, se Corona. (Se også artikler, som begynder med Corona)
Corona er en italiensk popgruppe/popprojekt fra Italien i genren eurodance, der i dag (2018) primært består af sangerinden Olga Maria De Souza.
Gruppen fik i 1993 succes med de internationale hits "The Rhythm of the Night" og "Baby Baby". Coronas første to album var produceret af Francesco "Checco" Bontempi (også kaldet Lee Marrow), med senere productioner af Francesco Conte og Paolo Dughero.

## Diskografi

### Studio albums
| The Rhythm of the Night                                                      | - Udgivet: April 1995 - Pladeselskab: Dance World Attack       | 10 | 30 | 21 | 1  | 35 | 18 | 154 | 2 | - AUS: Gold |
| Walking on Music                                                             | - Udgivet: June 1998 - Pladeselskab: RTI Music (Italien)       | —  | —  | —  | 5  | 58 | —  | —   | — |             |
| And Me U                                                                     | - Udgivet: July 2000 - Pladeselskab: Universal Records (Italy) | —  | —  | —  | 10 | —  | —  | —   | — |             |
| Y Generation                                                                 | - Udgivet: July 2010 - Pladeselskab: 1st Pop (Italien)         | —  | —  | —  | 8  | 59 | —  | —   | — |             |
| "—" denotes items that did not chart or were not released in that territory. |                                                                |    |    |    |    |    |    |     |   |             |

### Singler
| År                                                                           | Titel                           | Højeste hitlisteplacering | Højeste hitlisteplacering | Højeste hitlisteplacering | Højeste hitlisteplacering | Højeste hitlisteplacering | Højeste hitlisteplacering | Højeste hitlisteplacering | Højeste hitlisteplacering | Højeste hitlisteplacering | Højeste hitlisteplacering | Certificering                                      | Album                   |
| År                                                                           | Titel                           | ITA                       | AUS                       | AUT                       | FIN                       | FRA                       | GER                       | SPA                       | SWE                       | UK                        | US                        | Certificering                                      | Album                   |
| ---------------------------------------------------------------------------- | ------------------------------- | ------------------------- | ------------------------- | ------------------------- | ------------------------- | ------------------------- | ------------------------- | ------------------------- | ------------------------- | ------------------------- | ------------------------- | -------------------------------------------------- | ----------------------- |
| 1993                                                                         | "The Rhythm of the Night"       | 1                         | 8                         | 6                         | —                         | 3                         | 8                         | 3                         | 28                        | 2                         | 11                        | - AUS: Gold - FRA: Gold - GER: Gold - UK: Platinum | The Rhythm of the Night |
| 1995                                                                         | "Baby Baby"                     | 1                         | 7                         | 13                        | 6                         | 16                        | 41                        | 2                         | 10                        | 5                         | 57                        | - AUS: Gold - UK: Silver                           | The Rhythm of the Night |
| 1995                                                                         | "Try Me Out"                    | 2                         | 10                        | 20                        | 5                         | 11                        | 40                        | 4                         | 17                        | 6                         | —                         | - AUS: Gold - UK: Silver                           | The Rhythm of the Night |
| 1995                                                                         | "I Don't Wanna Be a Star"       | 2                         | 109                       | 25                        | 6                         | 18                        | 69                        | 1                         | 37                        | 22                        | —                         |                                                    | The Rhythm of the Night |
| 1996                                                                         | "Megamix"                       | 20                        | 161                       | —                         | —                         | 40                        | —                         | —                         | 43                        | 36                        | —                         |                                                    | Non-album single        |
| 1997                                                                         | "The Power of Love"             | 25                        | —                         | —                         | —                         | —                         | —                         | 7                         | —                         | —                         | —                         |                                                    | Walking on Music        |
| 1998                                                                         | "Walking on Music"              | —                         | —                         | —                         | —                         | —                         | —                         | 4                         | —                         | —                         | —                         |                                                    | Walking on Music        |
| 1998                                                                         | "Magic Touch"                   | —                         | —                         | —                         | —                         | —                         | —                         | 3                         | —                         | —                         | —                         |                                                    | Walking on Music        |
| 2000                                                                         | "Good Love"                     | —                         | —                         | —                         | —                         | —                         | —                         | —                         | —                         | —                         | —                         |                                                    | And Me U                |
| 2000                                                                         | "Volcano"                       | —                         | —                         | —                         | —                         | —                         | —                         | —                         | —                         | —                         | —                         |                                                    | And Me U                |
| 2006                                                                         | "Back in Time"                  | 36                        | —                         | —                         | 15                        | —                         | —                         | —                         | —                         | —                         | —                         |                                                    | Non-album singles       |
| 2006                                                                         | "I'll Be Your Lady"             | —                         | —                         | —                         | —                         | —                         | —                         | —                         | —                         | —                         | —                         |                                                    | Non-album singles       |
| 2008                                                                         | "Baby I Don't Care"             | —                         | —                         | —                         | —                         | —                         | —                         | —                         | —                         | —                         | —                         |                                                    | Non-album singles       |
| 2009                                                                         | "La Playa Del Sol"              | —                         | —                         | —                         | —                         | —                         | —                         | —                         | —                         | —                         | —                         |                                                    | Non-album singles       |
| 2010                                                                         | "Angel"                         | —                         | —                         | —                         | —                         | —                         | —                         | —                         | —                         | —                         | —                         |                                                    | Y Generation            |
| 2011                                                                         | "My Song (La Lai)"              | —                         | —                         | —                         | —                         | —                         | —                         | —                         | —                         | —                         | —                         |                                                    | Y Generation            |
| 2012                                                                         | "Hurry Up" (featuring Mikey P.) | —                         | —                         | —                         | —                         | —                         | —                         | —                         | —                         | —                         | —                         |                                                    | Non-album singles       |
| 2013                                                                         | "Queen of Town"                 | —                         | —                         | —                         | —                         | —                         | —                         | —                         | —                         | —                         | —                         |                                                    | Non-album singles       |
| 2014                                                                         | "Stay with Me"                  | —                         | —                         | —                         | —                         | —                         | —                         | —                         | —                         | —                         | —                         |                                                    | Non-album singles       |
| 2015                                                                         | "We Used to Love"               | —                         | —                         | —                         | —                         | —                         | —                         | —                         | —                         | —                         | —                         |                                                    | Non-album singles       |
| 2016                                                                         | "Super Model"                   | —                         | —                         | —                         | —                         | —                         | —                         | —                         | —                         | —                         | —                         |                                                    | Non-album singles       |
| "—" denotes items that did not chart or were not released in that territory. |                                 |                           |                           |                           |                           |                           |                           |                           |                           |                           |                           |                                                    |                         |